# Teragra simplicius
Teragra simplicius is een vlinder uit de familie van de Metarbelidae. De wetenschappelijke naam van de soort is voor het eerst gepubliceerd in 1922 door Ferdinand Le Cerf.
De soort komt voor in Kenia.